# Momotarō

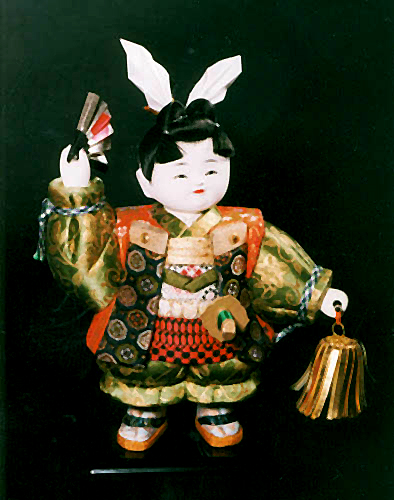
Momotarō

Momotarō (jap. 桃太郎, dt. etwa: „Pfirsichjunge“) ist eine beliebte Figur des japanischen Volksglaubens. Der Legende nach schlüpfte Momotarō aus einem Pfirsich.

## Legende
In einem japanischen Dorf lebte ein Ehepaar, das sich nach Kindern sehnte. Eines Tages trieb ein großer und schöner Pfirsich auf dem Wasser des nahen Flusses, und die Ehefrau, die ihn bemerkte, fing ihn ein und brachte ihn zu sich nach Hause. Als die beiden aber den Pfirsich in zwei Hälften aufteilten, sprang ein kleiner Junge daraus hervor. Sie nannten ihn Momotarō, was Pfirsichjunge bedeutet. Die beiden Eheleute liebten ihren neuen Sohn sehr und kümmerten sich gut um ihn, und Momotarō wuchs heran und wurde stark und klug. Als Erwachsener geht er auf Abenteuerfahrt, um die Menschen vor Ungeheuern zu beschützen. Dabei wird er von einem Affen, einem Fasan und einem Hund unterstützt.

## Heute
Momotarō wird besonders in Okayama und auf der Insel Shikoku verehrt. Das Thema wird in der populären Literatur und in Filmen oft bearbeitet.
Der Momotarō begleitende Fasan war namensgebend für den Fußballverein Fagiano Okayama (italienisch Fagiano ‚Fasan‘).
Momotarō wird von vielen Unternehmen im Namen geführt. Unter anderem werden unter dem Namen Momotaro Jeans, seit 2005 in Okayama hochwertige, von Hand gefertigte Jeansprodukte hergestellt. Charakteristisch sind ein Lederpatch mit einer Abbildung Momotarōs sowie das rosa Selvedge-Garn auf der Innenseite der Jeans, das den Pfirsich der Legende darstellt.
Der deutsche Komponist Marius Felix Lange schuf 2019 basierend auf der Legende die Oper Momotaro, der Pfirsichjunge.